# Dendrochilum imbricatum
Dendrochilum imbricatum är en orkidéart som beskrevs av Oakes Ames. Dendrochilum imbricatum ingår i släktet Dendrochilum och familjen orkidéer. Inga underarter finns listade i Catalogue of Life.